# Rudolf Wendelmuth
Rudolf Wendelmuth (ur. 28 lipca 1890 w Gocie, zm. 30 listopada 1917 w Fontaine-Notre-Dame) – as lotnictwa niemieckiego Luftstreitkräfte z 14 potwierdzonymi zwycięstwami w I wojnie światowej.
Po wybuchu wojny Rudolf Wendelmuth został przydzielony do 233 rezerwowego pułku piechoty. 1 marca 1915 został przeniesiony do lotnictwa. Służbę rozpoczął w FEA 3 w Gocie, gdzie przeszedł trening pilotażu. We wrześniu została skierowany na front bułgarski. W lipcu 1916 ponownie przeniesiono Rudolfa Wendelmutha do Fokkerstaffel Kommando w Kolonii. Kolejnym jego przydziałem była Turcja. Tutaj w szeregach FFA 5 5 listopada 1916 odniósł swoje pierwsze zwycięstwo powietrzne nad samolotem RNAS Farman. W kwietniu 1917 powrócił do Niemiec i został przydzielony do Jagdstaffel 8 operującej na froncie zachodnim. Do połowy października 1917 odniósł 10 zwycięstw.
19 października 1917 został mianowany dowódcą eskadry Jagdstaffel 20, odniósł w niej kolejne trzy zwycięstwa. 30 listopada 1917 zginął w wypadku lotniczym, kiedy jego samolot zderzył się z samolotem podporucznika Wilhelma Schulze z Jagdstaffel 4, który także zginął.

## Odznaczenia
- Krzyż Żelazny I Klasy
- Krzyż Żelazny II Klasy
- Żelazny Półksiężyc – Imperium Osmańskie